# Лоран, Жан (футболист)
Жан Лора́н (фр. Jean Laurent; 30 декабря 1906, Мезонз-Альфор, Франция) — французский футболист, полузащитник. Старший брат автора первого гола в истории чемпионатов мира Люсьена Лорана.

## Карьера

### Клубная
За свою карьеру Жан Лоран выступал за «Сошо», «Ренн», «Тулузу», а также парижские «Серкль Атлетик» и «Клёб Франсе». Будучи игроком «Серкль Атлетик» и «Сошо» привлекался в сборную Франции

### В сборной
Дебютировал в сборной Франции 11 мая 1930 года в товарищеском матче со сборной Чехословакии. В дальнейшем провёл ещё 8 товарищеских матчей, последней из которых стала игра со сборной Румынии 12 июня 1932 года. Был в заявке сборной на чемпионат мира 1930 года, но ни одного матча на турнире не сыграл.

## Статистика
| Матчи Ж.Лорана за сборную Франции | Матчи Ж.Лорана за сборную Франции | Матчи Ж.Лорана за сборную Франции | Матчи Ж.Лорана за сборную Франции | Матчи Ж.Лорана за сборную Франции | Матчи Ж.Лорана за сборную Франции | Матчи Ж.Лорана за сборную Франции |
| --------------------------------- | --------------------------------- | --------------------------------- | --------------------------------- | --------------------------------- | --------------------------------- | --------------------------------- |
| №                                 | Дата                              | Соперник                          | Счёт                              | Голы Ж.Лорана                     | Турнир                            |                                   |
| 1                                 | 11 мая 1930                       | Чехословакия                      | 2:3                               | -                                 | Товарищеский матч                 |                                   |
| 2                                 | 18 мая 1930                       | Шотландия                         | 0:2                               | -                                 | Товарищеский матч                 |                                   |
| 3                                 | 25 мая 1930                       | Бельгия                           | 2:1                               | -                                 | Товарищеский матч                 |                                   |
| 4                                 | 10 апреля 1932                    | Италия                            | 1:2                               | -                                 | Товарищеский матч                 |                                   |
| 5                                 | 1 мая 1932                        | Бельгия                           | 2:5                               | -                                 | Товарищеский матч                 |                                   |
| 6                                 | 8 мая 1932                        | Шотландия                         | 1:3                               | -                                 | Товарищеский матч                 |                                   |
| 7                                 | 5 июня 1932                       | Югославия                         | 1:2                               | -                                 | Товарищеский матч                 |                                   |
| 8                                 | 9 июня 1932                       | Болгария                          | 5:3                               | -                                 | Товарищеский матч                 |                                   |
| 9                                 | 12 июня 1932                      | Румыния                           | 3:6                               | -                                 | Товарищеский матч                 |                                   |